# Psychomyiidae
Psychomyiidae – upiorkowate, rodzina owadów z rzędu chruścików (Insecta: Trichoptera). Larwy budują schronienia w kształcie norek wysłanych przędzą jedwabną. W Polsce występuje 8 gatunków z 3 rodzajów. Są stosunkowo dobrymi bioindykatorami i raczej łatwymi w identyfikacji. W jeziorach eutroficznych, na brzegu kamienistym lub wśród trzcin, spotkać można Tinodes waeneri - czasami nawet bardzo licznie. Natomiast w jeziorach oligotroficznych i mezotroficznych licznie występuje Psychomyia pusilla. Gatunek ten spotykany jest także w rzekach.
Gatunki występujące w Polsce:
- Lype phaeopa
- Lype reducta
- Psychomyia pusilla
- Tinodes assimilis
- Tinodes kimminsi
- Tinodes maclachlani
- Tinodes pallidulus
- Tinodes rostocki
- Tinodes waeneri